# Heterochelus striatus
Heterochelus striatus är en skalbaggsart som beskrevs av Hermann Burmeister 1844. Heterochelus striatus ingår i släktet Heterochelus och familjen Melolonthidae. Inga underarter finns listade i Catalogue of Life.